# Ɲ
Ɲ, ɲ 是扩展拉丁字母之一，由n加上左下钩构成。

ɲ 字母，大写有两种写法

此字母在某些非洲语言中使用，如在几内亚的富拉語、古西语（Gusii）、克佩勒语（Kpelle）、马尼卡语（Maninkakan）、苏苏语、中非共和国的格巴亚语（Gbaya）等。小写的ɲ也是非洲参考字母之一。
而在國際音標中，小写ɲ用来代表硬顎鼻音。